# Dino Beganovic
 (juillet 2023).
Si vous disposez d'ouvrages ou d'articles de référence ou si vous connaissez des sites web de qualité traitant du thème abordé ici, merci de compléter l'article en donnant les références utiles à sa vérifiabilité et en les liant à la section « Notes et références ».
Dino Beganovic, né le 19 janvier 2004 à Linköping, est un pilote automobile bosniaque-suédois. il est engagé en 2023 dans le championnat de Formule 3 FIA avec l’écurie Prema Powerteam. Il est également membre de la Ferrari Driver Academy.

## Biographie

### Karting
Beganovic remporte la catégorie suédoise OK Junior en 2018. En 2019, il remporte la catégorie OK aux championnats suédois et italien. Il termine deuxième de la WSK Euro Series la même année.

### Formule 4
En 2020, Beganovic fait ses débuts en monoplace. Le 17 janvier 2020, il annonce qu'il rejoint la Ferrari Driver Academy. Il participe au championnat italien de F4 avec Prema Powerteam. Il remporte une victoire et monte six fois sur le podium. Il termine troisième du championnat avec 179 points. Il participe également à des manches sélectionnées de l'ADAC Formula 4 avec la même équipe. Il ne marque que douze points et finit seizième du championnat.

### Formule Régionale

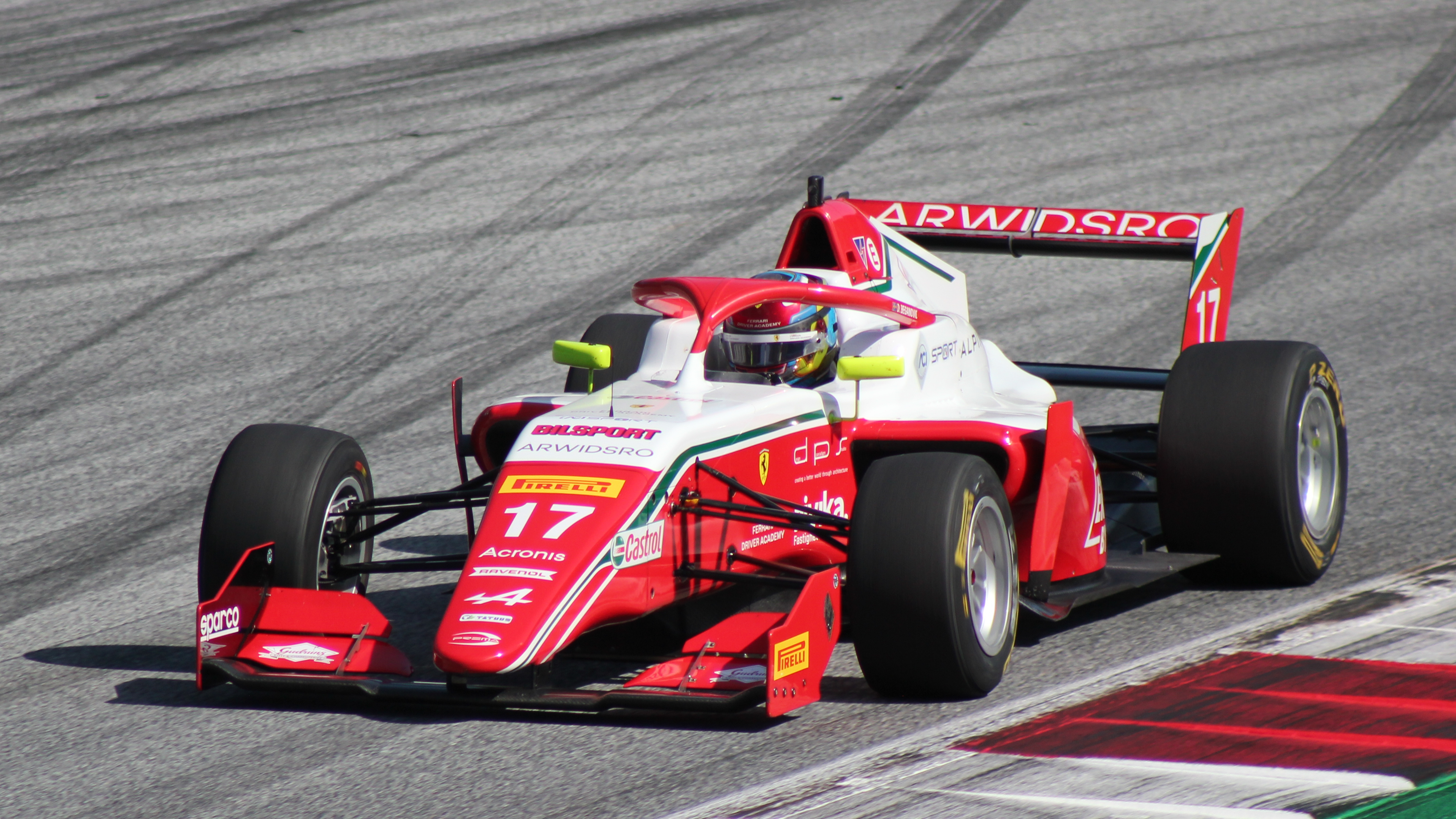
Dino Beganovic en Formule Régionale en 2021 à Spielberg.

Beganovic passe ensuite en Formule Régionale en 2021, en participant à la fois au championnat asiatique de F3 et au championnat d'Europe de Formule Régionale toujours avec Prema. Il monte sur son premier podium lors de la deuxième course du Mugello. Lors de la dernière course, il reste longtemps en tête pour décrocher sa première victoire mais il est accroché par son coéquipier David Vidales qui a décollé sur un vibreur en tentant de le dépasser. Il termine sa saison à la treizième place du championnat avec 53 points.
Pour la saison suivante, il rempile avec Prema où il dispute d'abord le championnat asiatique avec Mumbai Falcons Limited où il termine cinquième avec 130 points ainsi qu'une victoire et quatre autres podiums. Il rempile ensuite dans le championnat européen où il remporte quatre victoires et monte sur un total de 13 podiums ce qui lui permet de remporter le titre de champion juste devant Gabriele Minì. Durant l'hiver 2023, il dispute nouveau le championnat du Moyen-Orient toujours avec Mumbai Falcons. Il ne dispute que les deux premières manches où il reporte deux victoires et se classe onzième du championnat.

### Formule 3 FIA

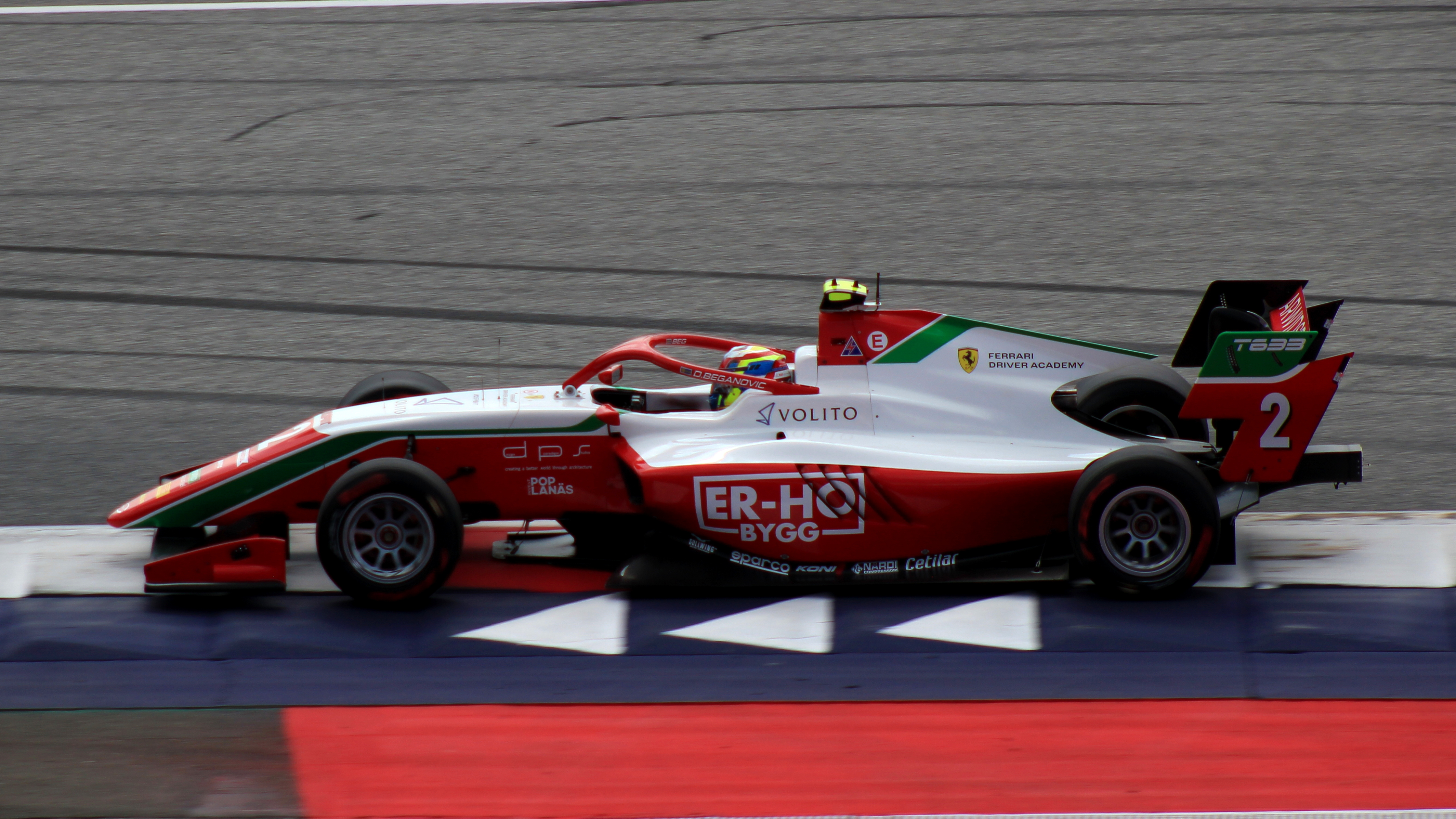
Dino Beganovic en Formule 3 FIA en 2023 à Spielberg.

En septembre 2022, Beganovic participe aux essais d'après-saison de la Formule 3 FIA pour Prema aux côtés de Paul Aron et de Zak O'Sullivan. Un mois plus tard, il est confirmé pour la saison 2023,. Il démarre sa saison par un podium lors de la course principale de Bahreïn,. Après une manche décevante à Melbourne, il décroche son deuxième podium à Monaco après avoir décroché le meilleur temps de son groupe en qualifications face à Gabriele Minì. La manche de Barcelone est marquée par un accrochage avec Grégoire Saucy lors de la course sprint entrainant leur abandon puis un podium lors de la course principale,,. En Autriche, il se qualifie en première ligne mais une forte dégradation de ses pneus l'empêche de monter sur le podium, ne terminant que cinquième de la course principale.
A Silverstone, un problème moteur l'empêche de réaliser le moindre tour chrono ce qui le force à partir dernier. Malgré un gain de trente-trois places sur l'ensemble du week-end, il n'inscrit aucun point sur l'ensemble des deux courses. Il décroche son ultime podium de la saison au Hungaroring en terminant deuxième de la course principale à deux secondes de son coéquipier O'Sullivan. Il termine finalement sixième du championnat avec 96 points. En octobre, il dispute de nouveau les essais d'après-saison toujours avec Prema où il réalise le meilleur temps de la deuxième journée,,. Il est confirmé quelques semaines plus tard pour la saison 2024.

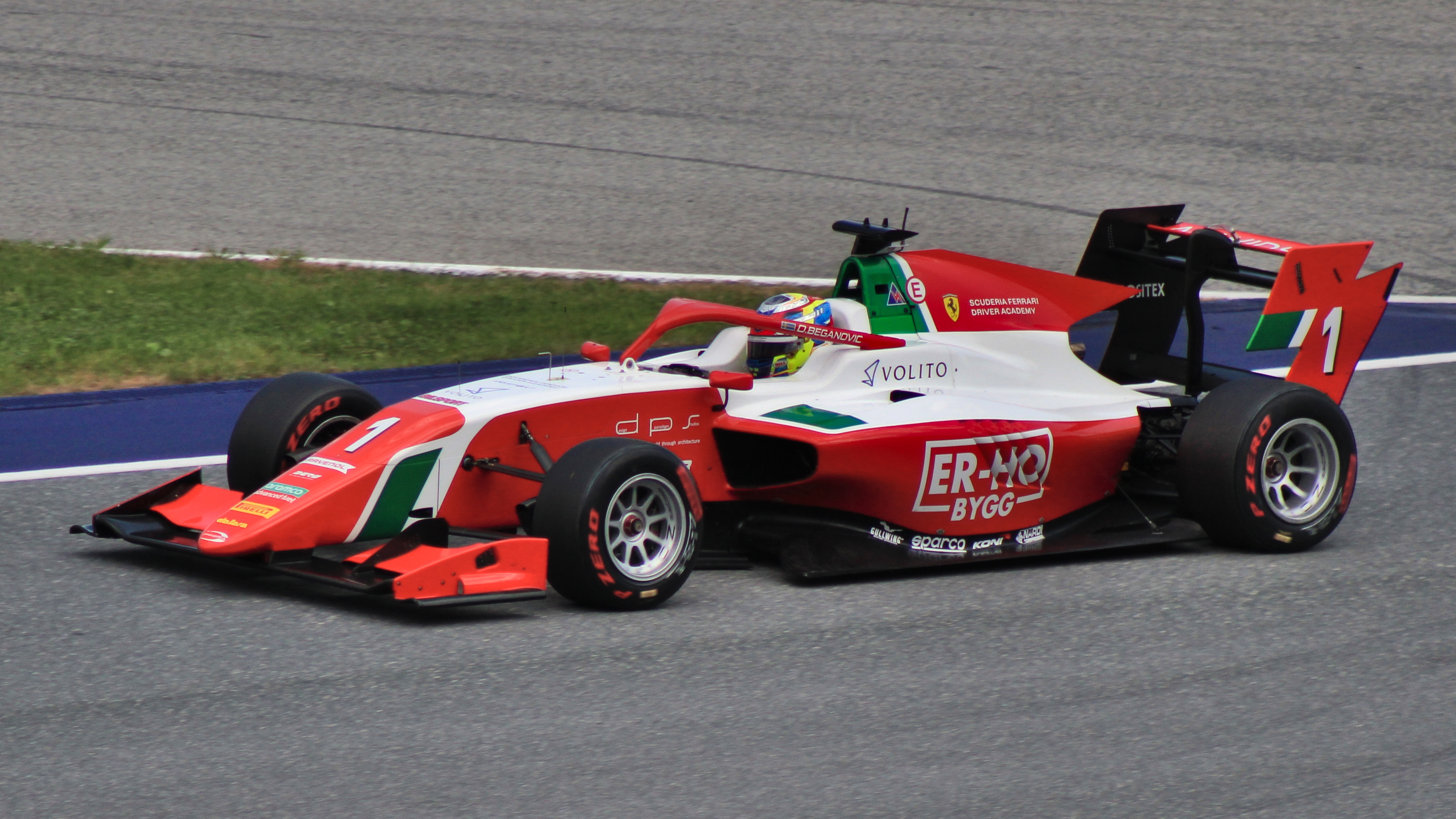
Dino Beganovic en Formule 3 FIA en 2024 à Spielberg.

Il décroche sa première pole position à Sakhir mais ne termine que treizième de la course principale puis par la suite, il remporte sa première victoire dans la discipline à Melbourne. Au cours des trois manches suivantes, i termine toutes les courses dans les points réalisant ainsi une série plutôt régulière malgré une manche vierge en ouverture de la saison. Au Red Bull Ring, il décroche son deuxième podium de la saison avant d'enchainer sur une deuxième manche vierge à Silverstone. Juste avant la pause estivale, il décroche un autre podium sur le Hungaroring avant de remporter sa deuxième victoire lors de la manche suivante à Spa-Francorchamps. En fin de saison, il termine les deux courses de la manche finale de Monza dans les points et se classe ainsi sixième du championnat avec 109 points.

### Promotion en Formule 2
Le 7 novembre 2024, Dino Beganovic est annoncé par DAMS pour disputer les deux dernières manches de la saison de Formule 2 à la place de Juan Manuel Correa.

### Esport
Pendant l'arrêt des courses dû à la pandémie COVID-19, Beganovic est appelé par Ferrari pour participer au Grand Prix de Bahreïn virtuel en Esport.

## Carrière

### Résultats en compétition automobile
| Saison | Championnat                          | Écurie                    | Courses | Victoires | Pole positions | Meilleurs tours | Podiums | Points | Classement |
| ------ | ------------------------------------ | ------------------------- | ------- | --------- | -------------- | --------------- | ------- | ------ | ---------- |
| 2020   | Championnat d'Italie de Formule 4    | Prema Powerteam           | 20      | 1         | 2              | 4               | 6       | 179    | 3e         |
| 2020   | Championnat d'Allemagne de Formule 4 | Prema Powerteam           | 6       | 0         | 0              | 0               | 0       | 12     | 16e        |
| 2021   | Championnat d'Asie de Formule 3      | Abu Dhabi Racing by Prema | 9       | 0         | 0              | 0               | 4       | 88     | 7e         |
| 2021   | Formule Régionale Europe             | Prema Powerteam           | 20      | 0         | 1              | 2               | 1       | 53     | 13e        |
| 2022   | Formule Régionale Asie               | Mumbai Falcons            | 15      | 1         | 0              | 2               | 5       | 130    | 5e         |
| 2022   | Formule Régionale Europe             | Prema Powerteam           | 20      | 4         | 4              | 2               | 13      | 300    | Champion   |
| 2023   | Formule Régionale Moyen-Orient       | Mumbai Falcons            | 6       | 2         | 0              | 1               | 2       | 62     | 11e        |
| 2023   | Formule 3 FIA                        | Prema Racing              | 18      | 0         | 0              | 1               | 4       | 96     | 6e         |
| 2024   | Formule 3 FIA                        | Prema Racing              | 20      | 2         | 1              | 3               | 4       | 109    | 6e         |
| 2024   | Formule 2                            | DAMS Lucas Oil            | 4       | 0         | 0              | 0               | 1       | 22     | 20e        |
| 2024   | Coupe du Monde de Formule Régionale  | SJM PREMA Theodore Racing | 2       | 0         | 9              | 0               | 0       | N/A    | 10e        |
| 2025   | Formule 2                            | Hitech TGR                | 19      | 0         | 1              | 3               | 2       | 58     | 11e        |